# Carcaixent
Carcaixent és una ciutat del País Valencià a la comarca de la Ribera Alta. Està situada entre el riu Xúquer i les muntanyes de la Valldigna.

## Geografia
El terme, de 59,4 km², és eminentment pla a la seua meitat oest, voltat pel Xúquer, i muntanyenc a la seua meitat est, amb les muntanyes del Realenc fins a la vall d'Aigües Vives. És regat també pel barranc de Barxeta i la séquia Reial (o séquia Nova) de Carcaixent. Limita amb Alberic, Alzira, Benimuslem, Rafelguaraf, Castelló i la Pobla Llarga (a la mateixa comarca); amb Benifairó de la Valldigna i Simat de la Valldigna (a la Safor); i amb Xàtiva (a la comarca de la Costera).

### Nuclis
- Carcaixent
- La Barraca d'Aigües Vives
- Cogullada

### Barris
- Santa Bàrbara
- Les Barraques
- La Muntanyeta
- Els Quatre Camins

### Partides agràries
La taula següent conté les 58 partides trobades en el mapa cadastral:
| Abrells              | Benimacli           | Materna                   | Sant Antoni     |
| Alburgir, l'         | Benivaire           | Maràgua, la               | Sant Roc        |
| Amics, els           | Calcina, la         | Mont Blanc                | Sarguera, la    |
| Argoletxes, les      | Camí de la Font     | Ombria de Timora          | Serratella, la  |
| Barqueta, la         | Canader             | Parreta, la               | Solana de Parra |
| Barranc de la Font   | Coma, la            | Passicos                  | Taular          |
| Barranc de la Falzia | Corbatxons, els     | Pedrera, la               | Tersos          |
| Barranc de la Vila   | Censals             | Pla de l'Avenc de l'Aigua | Timora, la      |
| Barranc de l'Herba   | Escorial, l'        | Pla de la Galiana         | Torreta         |
| Barranc dels Corbs   | Febrera             | Pla de Reus               | Vilella         |
| Barranc de Piera     | Junquera, la        | Pla, el                   | Vintena, la     |
| Barranc de Salt      | Lloma dels Caragols | Racó del Bou              | Volteta         |
| Barranquet, el       | Marjal, la          | Racó del Bosc             | Xiular          |
| Basses Roges         | Marjaletes          | Racó de la Pedra          |                 |
| Bossarta             | Mata Moros          | Realenc                   |                 |

## Història

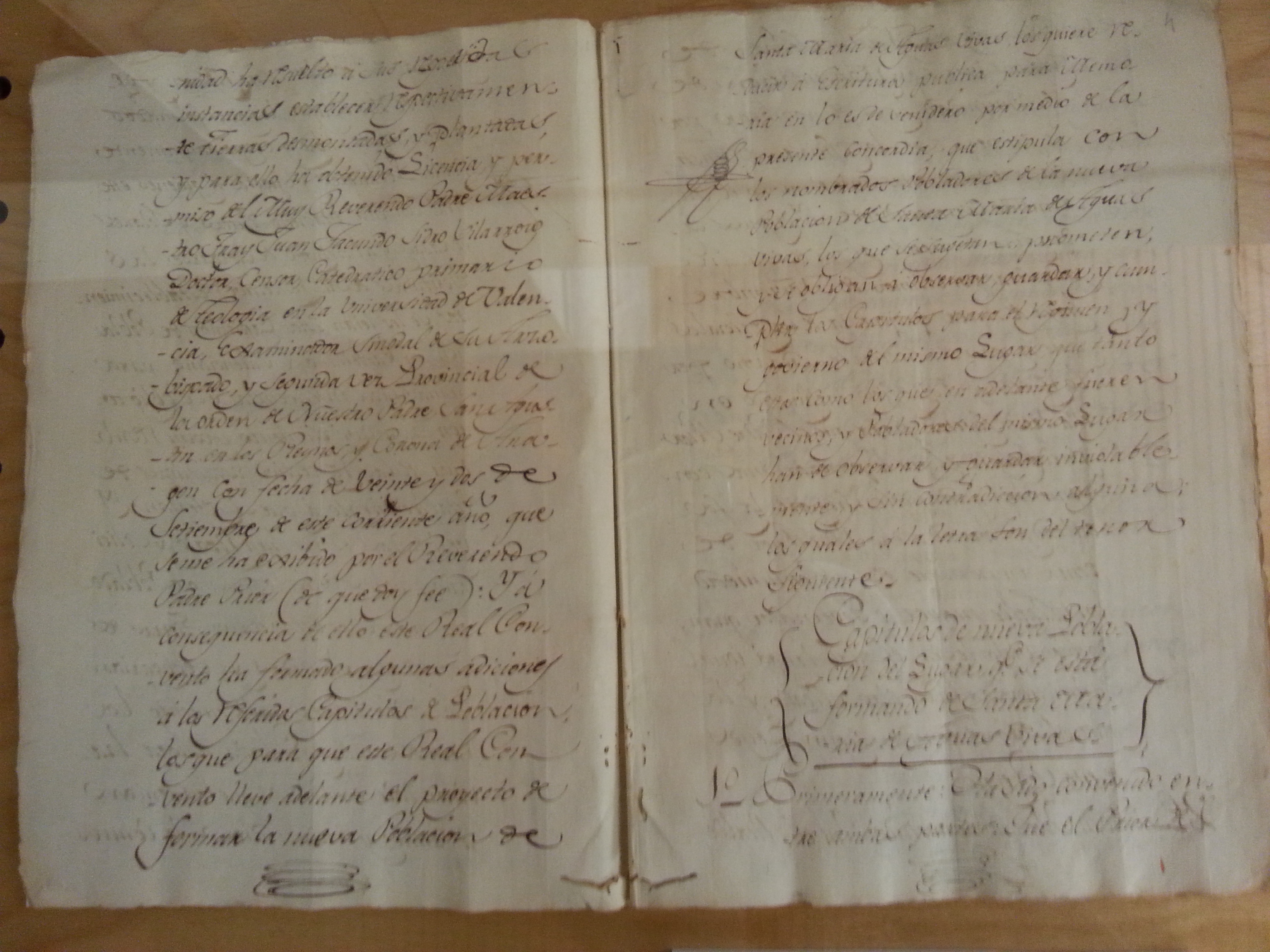
Reforma de la carta pobla de Carcaixent (1796)

Carcaixent ha sigut poblat des del Neolític i l'edat del bronze, com ho demostren nombroses troballes escampades pel seu terme. De l'època iberoromana s'han trobat restes algunes viles. La fundació de l'actual nucli urbà és incerta, uns apunten als romans i altres a una alqueria musulmana (segons Coromines, Qalqašéndi); d'eixe període hi ha documentades diverses alqueries en l'actual terme: Alborgí, Benimaclí, Benivaire, Cogullada, Ternils i alguna més que, totes juntes, acabaren conformant un nucli conegut com a Horta de Cent o Horta de Carcaixent.
Després de ser conquistada per Jaume I a la fi del mes desembre de 1242, va ser repoblada amb lleidatans i tortosins; apareix per primera vegada en el Llibre del Repartiment en 1248; en 1266 es va constituir en parròquia i s'edifica, a l'alqueria de Ternils, l'ermita de sant Roc; en l'època medieval Carcaixent era una alqueria dependent d'Alzira; l'any 1348 la Guerra de la Unió afectà les alqueries, i Carcaixent i Cogullada foren cremades; en 1434 ja posseïa església, que era atesa pel vicari de Ternils.
El segle xvi va ser època de gran creixement urbanístic, demogràfic i econòmic mercès al conreu de la morera i el comerç de la seda; en 1521 era lloc d'agermanats i hi hagué força enfrontaments; en 1547 la cúria va decidir que el vicari residís ja a Carcaixent; en 1544 ja existien diversos beneficis en l'església, en 1576 hom segrega d'Alzira i es va constituir en universitat amb plena capacitat de govern i administració la qual cosa comportava l'assignació d'un terme municipal i el repartiment de les càrregues amb el municipi d'Alzira; en 1577 el municipi va sol·licitar la de cises en el pa, el vi i la carn per a desendeutar-se de les despeses ocasionades per la imposició construcció de l'església, que els va costar més de 10.000 ducats; en 1589, Felip II li atorgà el títol de vila reial amb dret a vot a les Corts Valencianes, mitjançant costosos donatius a la Corona.
En l'últim terç del segle xvi s'hi conreaven al voltant de 24.000 fanecades, i entre un 25 i un 30% dels propietaris eren considerats com rics i en condicions d'acumular excedents, la qual cosa explica que el veïnatge contribuïra en la despesa que va suposar l'aixecament de la vila; en les Corts valencianes de 1626, l'església demanà l'exempció de pagar el dret d'amortització i segell de 40.000 lliures, i el braç reial va demanar la revisió dels termes i límits amb Algemesí degut als molts processos entaulats des de la segregació d'Alzira; en les de 1645 va sol·licitar franquícia per a amortitzar 2.000 lliures. L'any 1627 ja posseïa un sistema d'insaculació per a l'elecció d'oficials locals. Degut als greus problemes que tingueren els llauradors entre en 1600 i en 1650, la vila decidí construir una nova séquia que suplís la insuficiència de la xarxa de séquies i braçals dependents del riu Albaida i el barranc de Barxeta.
A l'inici del segle xviii, Carcaixent és el centre comarcal de la seda; en la guerra de Successió va donar suport al borbó Felip V que, en 1708 i 1738, atorgà dos diplomes pels que fou concedida la jurisdicció civil i criminal, alta i baixa; en 1781 mossèn Monzó i els seus amics Maseres i Bodi plantaren en la Bassa Reial el primer camp de taronges que fou la base la transformació moderna de la localitat.
A principis del segle xix existien en la vila quatre molins de farina i arròs i 204 torns de filar seda; l'any 1813 i en el context de la guerra del Francès tingué lloc al terme un important enfrontament contra les tropes franceses que donà lloc a la llegenda de «la Marqueseta»; M.ª Antònia Talens Mezquita.
A partir de l'any 1848 començà l'exportació de taronges cap a França i des de 1863 cap a Gran Bretanya; el 12 d'agost de 1861 va crear-se la companyia Tramway Carcagente a Gandia que s'encarregava de la construcció i explotació del primer ferrocarril de via estreta de la península ibèrica. Després de tres anys d'obres, el 8 de febrer de 1864 s'inaugurava el tramvia-ferrocarril amb tracció animal que s'encarregava d'unir dues comarques tan pròsperes com la Safor i la Ribera. El 1911, durant un avalot que va tenir lloc a la vila a causa de la guerra d'Àfrica, l'ajuntament fou assaltat i part del seu mobiliari fou cremat. El 1916 Carcaixent obtingué el títol de ciutat.
El 20 d'octubre 1982 es produí el trencament del pantà de Tous, que originà una riuada al Xúquer (anomenada "la pantanà") de 16.000 m³/s, superior fins i tot a la de 1864, que arrasà les comarques de la Ribera Alta i la Ribera Baixa, en especial poblacions com Sumacàrcer, Gavarda, Beneixida, Alberic, Algemesí i el mateix Carcaixent.

## Demografia
| Evolució demogràfica de Carcaixent | Evolució demogràfica de Carcaixent | Evolució demogràfica de Carcaixent | Evolució demogràfica de Carcaixent | Evolució demogràfica de Carcaixent | Evolució demogràfica de Carcaixent | Evolució demogràfica de Carcaixent | Evolució demogràfica de Carcaixent | Evolució demogràfica de Carcaixent | Evolució demogràfica de Carcaixent | Evolució demogràfica de Carcaixent | Evolució demogràfica de Carcaixent | Evolució demogràfica de Carcaixent | Evolució demogràfica de Carcaixent | Evolució demogràfica de Carcaixent |
| 1900                               | 1910                               | 1920                               | 1930                               | 1940                               | 1950                               | 1960                               | 1970                               | 1981                               | 1991                               | 2000                               | 2006                               | 2007                               | 2009                               |                                    |
| ---------------------------------- | ---------------------------------- | ---------------------------------- | ---------------------------------- | ---------------------------------- | ---------------------------------- | ---------------------------------- | ---------------------------------- | ---------------------------------- | ---------------------------------- | ---------------------------------- | ---------------------------------- | ---------------------------------- | ---------------------------------- | ---------------------------------- |
| 12.262                             | 13.520                             | 13.834                             | 15.393                             | 17.846                             | 17.216                             | 17.937                             | 18.971                             | 22.164                             | 20.062                             | 20.609                             | 21.753                             | 21.695                             | 21.735                             |                                    |
| 2010                               | 2011                               | 2012                               | 2013                               | 2014                               | 2015                               | 2016                               | 2017                               | 2018                               | 2019                               | 2020                               | 2021                               | 2022                               | 2023                               |                                    |
| 20.935                             | 20.687                             | 20.779                             | 20.590                             | 20.613                             | 20.479                             | 20.520                             | 20.483                             | 20.424                             | 20.358                             | 20.436                             | 20.552                             | 20.512                             | 20.787                             |                                    |
| 2024                               | 2025                               |                                    |                                    |                                    |                                    |                                    |                                    |                                    |                                    |                                    |                                    |                                    |                                    |                                    |
| 21.331                             |                                    |                                    |                                    |                                    |                                    |                                    |                                    |                                    |                                    |                                    |                                    |                                    |                                    |                                    |

## Economia

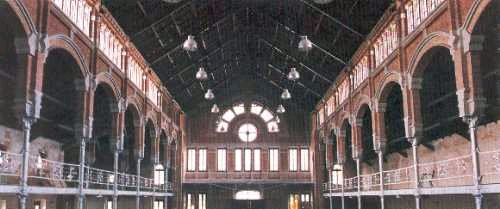
Interior del Magatzem de Ribera

L'agricultura era l'activitat més important fins fa poc de temps, que des del segle xix s'ha basat en el monocultiu i comerç de la taronja; però a partir dels anys 60 del segle passat, es va produir una crisi important i l'agricultura va entrar en un període de recessió. Ara per ara es pot dir que es troba en una fase de transformació. Tot i això l'agricultura és ocupada en major part pels cítrics (89,8 %), seguit d'un 8,3 % de fruiters i la resta vivers,oliverar i hortalisses.
Pel que fa a la indústria, està dedicada majoritàriament a la transformació dels cítrics, i també hi ha tèxtil, fabricació de mobiliari auxiliar, etc.
Actualment, més de dos terços de la població activa treballen en el sector terciari, el qual s'ha vist incrementat per la creació del Centre Comercial Ribera del Xúquer, una gran superfície comercial. A més, en el sector turistic, trobem l'existència de dues cases rurals i d'un hotel.

## Política i Govern

### Composició de la Corporació Municipal
El Ple de l'Ajuntament està format per 21 regidors. En les eleccions municipals de 26 de maig de 2019 foren elegits 6 regidors de Partit Popular (PP), 5 d'Units per Carcaixent (UperC), 4 del Compromís, 4 del Partit Socialista del País Valencià-PSOE (PSPV) i 2 de VOX.
| Eleccions municipals de 28 de maig de 2023 - Carcaixent |                                          |                                     |                                     |         |          |          |
| Candidatura | Candidatura                              | Candidatura                         | Cap de llista                       | Vots    | Vots     | Regidors |
| | Partit Popular                           |                                     | Carolina Armiñana Lledó             | 2.768   | 26.35%   | 6 (+2)   |
| | Units per Carcaixent                     |                                     | Ana Calatayud Tortosa               | 2.268   | 21,59%   | 5 (+1)   |
| | Compromís per Carcaixent                 |                                     | Enric Cassasús Lacoma               | 1.785   | 16.99%   | 4 (-2)   |
| | Partit Socialista del País Valencià-PSOE |                                     | Sara Diert Albert                   | 1.692   | 16,10%   | 4 ()     |
| | VOX                                      |                                     | Francisco Javier Rosario Mata       | 1.077   | 10.25%   | 2 (+2)   |
| | Altres candidatures                      |                                     |                                     | 769     | 7,31%    | 0 ()     |
| | Vots en blanc                            |                                     |                                     | 145     |          |          |
| Total vots vàlids i regidors | Total vots vàlids i regidors             | Total vots vàlids i regidors        | Total vots vàlids i regidors        | 10.359  | 100 %    | 21       |
| | Vots nuls                                | Vots nuls                           | Vots nuls                           |         | 1,47%    |          |
| Participació (vots vàlids més nuls) | Participació (vots vàlids més nuls)      | Participació (vots vàlids més nuls) | Participació (vots vàlids més nuls) | 10.670  | 69,51%** |          |
| Abstenció | Abstenció                                | Abstenció                           | Abstenció                           | 4.679*  | 30,48%** |          |
| Total cens electoral | Total cens electoral                     | Total cens electoral                | Total cens electoral                | 15.349* | 100 %**  |          |
| Alcalde: Carolina Armiñana Lledó (PP) (17/06/2023) Per ser la llista més votada, després de no haver obtingut majoria absoluta dels regidors (6 vots del Partit Popular) |                                          |                                     |                                     |         |          |          |
| Fonts: Ministeri de l'Interior, Junta Electoral de Zona d'Alzira, Periòdic Ara. (* No són vots sinó electors. ** Percentatge respecte del cens electoral.)               |                                          |                                     |                                     |         |          |          |

### Alcaldes
Des de 2023 l'alcaldessa de Carcaixent és Carolina Armiñana Lledó (PP).
| Període                       | Alcalde o alcaldessa                            | Partit polític | Data de possessió | Observacions                                                  |
| ----------------------------- | ----------------------------------------------- | -------------- | ----------------- | ------------------------------------------------------------- |
| 1979–1983                     | Vicent Eusebi Pla i Noguera                     | PSPV-PSOE      | 19/04/1979        | Majoria absoluta (12 regidors)                                |
| 1983–1987                     | Vicent Eusebi Pla i Noguera                     | PSPV-PSOE      | 28/05/1983        | Majoria absoluta (16 regidors)                                |
| 1987–1991                     | Vicent Eusebi Pla i Noguera Josep Noguera Donet | PSPV-PSOE      | 30/06/1987        | Minoria (10 regidors) - Canvi d'alcalde el 1989 - Pacte (UPV) |
| 1991–1995                     | Pasqual Vernich Talens Rafael Navarro Ferrer    | PSPV-PSOE UV   | 15/06/1991        | Moció de Censura (1993)                                       |
| 1995–1999                     | Rafael Navarro Ferrer                           | UV-CCV         | 17/06/1995        | Majoria absoluta (regidors) - 6 UV + 5 PSPV-PSOE              |
| 1999–2003                     | María Dolores Botella Arbona                    | PP             | 03/07/1999        | Minoría (10 regidors)                                         |
| 2003–2007                     | María Dolores Botella Arbona                    | PP             | 14/06/2003        | Majoria absoluta (13 regidors)                                |
| 2007–2011                     | María Dolores Botella Arbona                    | PP             | 16/06/2007        | Majoria absoluta (13 regidors)                                |
| 2011–2015                     | María Dolores Botella Arbona                    | PP             | 11/06/2011        | Majoria absoluta (11 regidors) - 10 PP + 1 PSD                |
| 2015–2019                     | Francesc Salom Salom                            | Compromís      | 13/06/2015        | Majoria absoluta (11 regidors) - 10 Compromís + 1 Reiniciem   |
| 2019-2023                     | Francesc Salom Salom                            | Compromis      | 15/06/2019        | Minoria (10 regidors) - 6 Compromís + 4 PSPV-PSOE             |
| Des de 2023                   | Carolina Armiñana Lledó                         | PP             | 17/06/2023        | Minoria (6 regidors)                                          |
| Fonts: Generalitat Valenciana |                                                 |                |                   |                                                               |

## Monuments

### Monuments religiosos
- Ermita de sant Roc de Termils. Temple del segle xiii d'estil pregòtic i portada romànica. És l'edifici més antic del poble, era l'antiga església de l'antic lloc de Ternils. És una construcció senzilla composta per una nau única rectangular, amb quatre arcs diafragma que sostenen la coberta. El sostre és de fusta al descobert, amb una decoració de formes geomètriques romboidals amb les quatre barres roges i grogues.
- Església de l'Assumpció. Data de 1434, gòtica, ampliada i reformada en diferents ocasions. Degut al progressiu creixement de Carcaixent l'església fou ampliada successivament, destacant la realitzada a partir de l'any 1625, quan adquirí la seua configuració actual. De la direcció de l'obra s'encarregà el mestre d'obres Joaquín Bernabéu. El campanar es construí abans, ja que es coronà l'any 1619. Amb motiu de l'incendi ocorregut l'any 1736, l'església es va decorar amb l'estil barroc que té en l'actualitat. Es va reconstruir de nou i es va realitzar el frontispici de la nova porta l'any 1770. El temple és de planta basilical, amb accentuació del fals creuer, amb murs alts i pilastres adossades de base alta i contraforts interiors molt marcats. A a façana destaquen els contraforts que ressalten l'altura de la nau, l'esvelt campanar i la gran cúpula sobre tambor circular, amb coberta semiesfèrica i coberta de ceràmica multicolor. A l'interior destaca el retaule monumental de fusta policromada del presbiteri. Té onze capelles, entre les quals destaca la de la Mare de Déu d'Aigües Vives, patrona del municipi. També alberga pintures de Segrelles.
- Església de Sant Bartomeu de Cogullada. Església construïda entre els segles xvi i xvii, encara que una recent restauració ha fet malbé la decoració primitiva. D'una sola nau rectangular, coberta amb una volta de canó amb finestres i una cúpula sobre la capella major. La volta recau sobre pilastres i contraforts que permeten l'existència de capelles laterals cobertes. Només hi ha una portada als peus del temple, de pedra, amb pilastres de capitell dòric i separació central. En el segon cos hi ha uns pinacles decorats que flanquegen una escultura de pedra decapitada, suposadament del sant titular, un frontó partit remata la portada. El campanar consta de tres cossos. Conserva objectes de culte interessants procedents d'altres esglésies destruïdes en la Guerra Civil.
- Monestir del Corpus Christi. Convent dominic de 1654 del que només roman l'església, convertida en l'actualitat en auditori. L'edifici actual s'acabà l'any 1689. i consta d'una nau única rematada posteriorment amb ornament neoclàssics. Està coberta amb una volta de mig canó suportada per pilastres, amb finestres i contraforts interiors. A l'exterior hi ha un petit campanar de paret i la portada neoclàssica, tapiada i mutilada.
- Convent de Sant Francesc. Edificat en 1602 amb l'autorització del patriarca Joan de Ribera.
- Convent d'Aigües Vives, situat a la vall del mateix nom. Les primeres obres daten del segle xiii, però l'edifici actual començà a bastir-se durant el segle xvi. El gran claustre es construí l'any 1597, més tard es construí l'església del convent i, finalment en el segle xviii s'hi edificà tota l'ala nord. Destaca el claustre, amb els trams coberts amb voltes d'aresta, i decoració interior d'estil barroc. Té una petita església de planta rectangular d'una sola nau, volta de canó, capelles laterals i un cor elevat. El monestir estava regit per l'ordre dels agustins, que custodiaven la imatge de la Mare de déu d'Aigües Vives, fins a la desamortització de 1835, moment quan la comunitat religiosa va haver d'abandonar el monestir. Recentment l'edifici ha estat restaurat per a habilitar-ne l'ús hoteler.
- Església de Sant Antoni de Pàdua.
- Església de Sant Francesc de Paula.
- Asil Mare de Déu dels Desemparats (1906/7), de l'arquitecte Antonio Martorell Trilles.

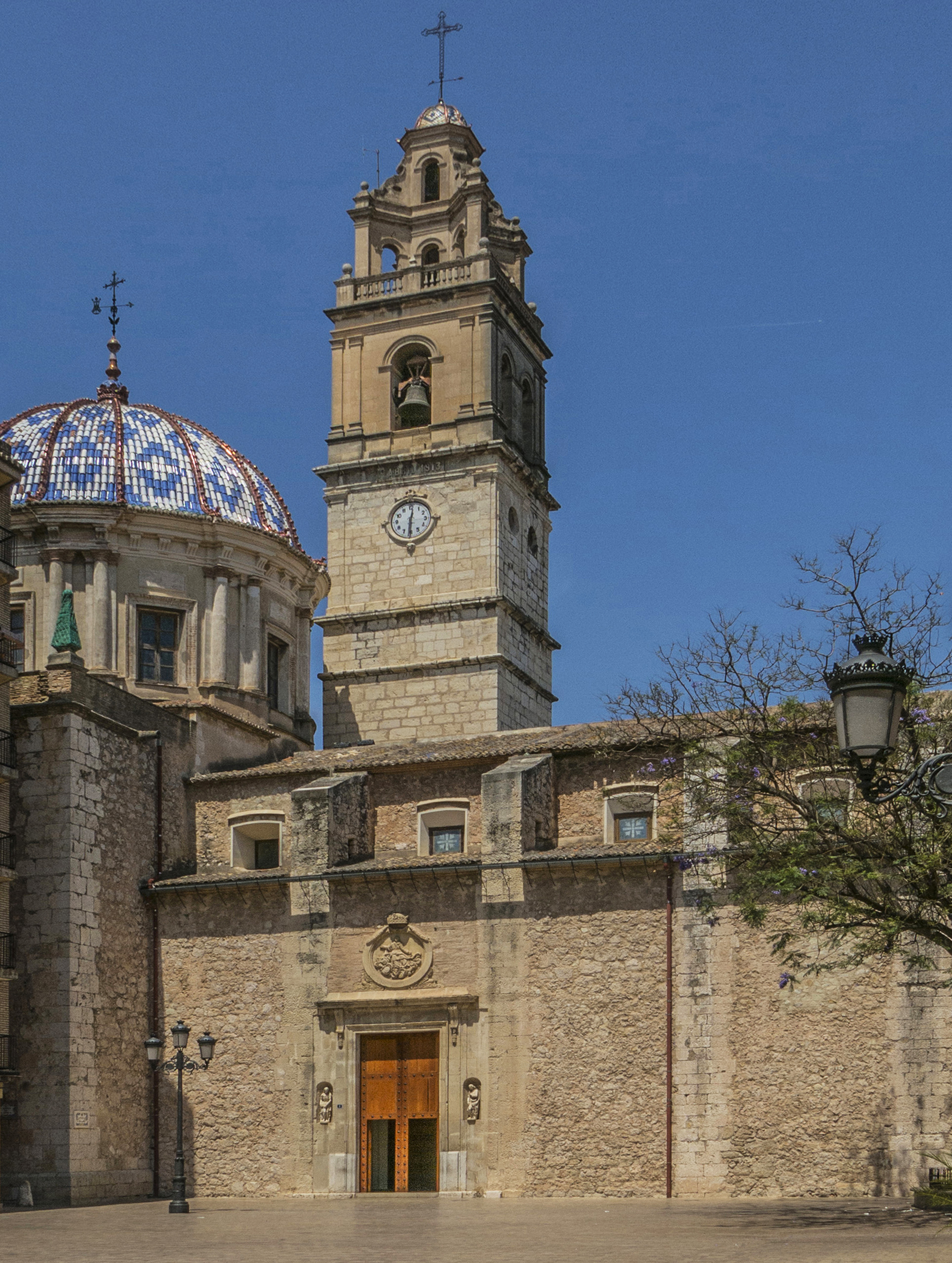
Església de l'Assumpció
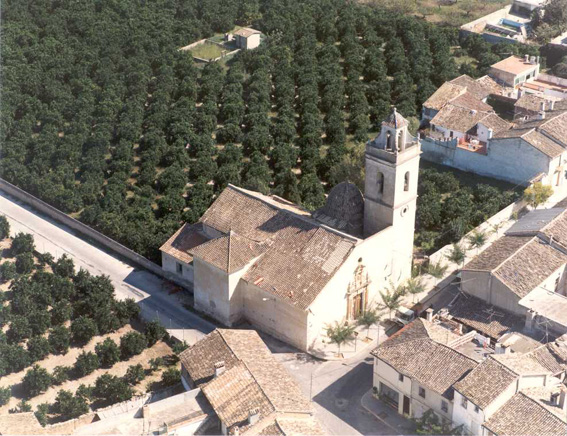
Església de Sant Bartomeu de Cogullada
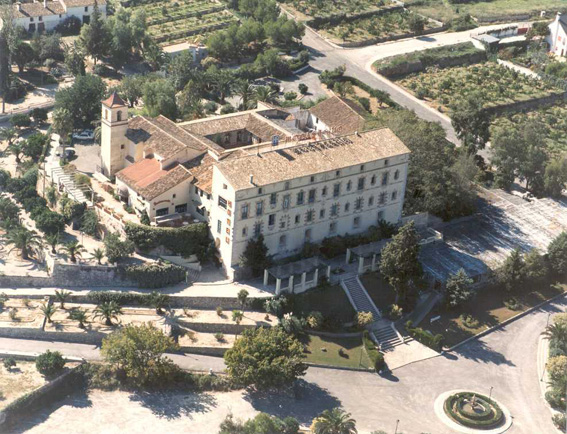
Convent d'Aigües Vives
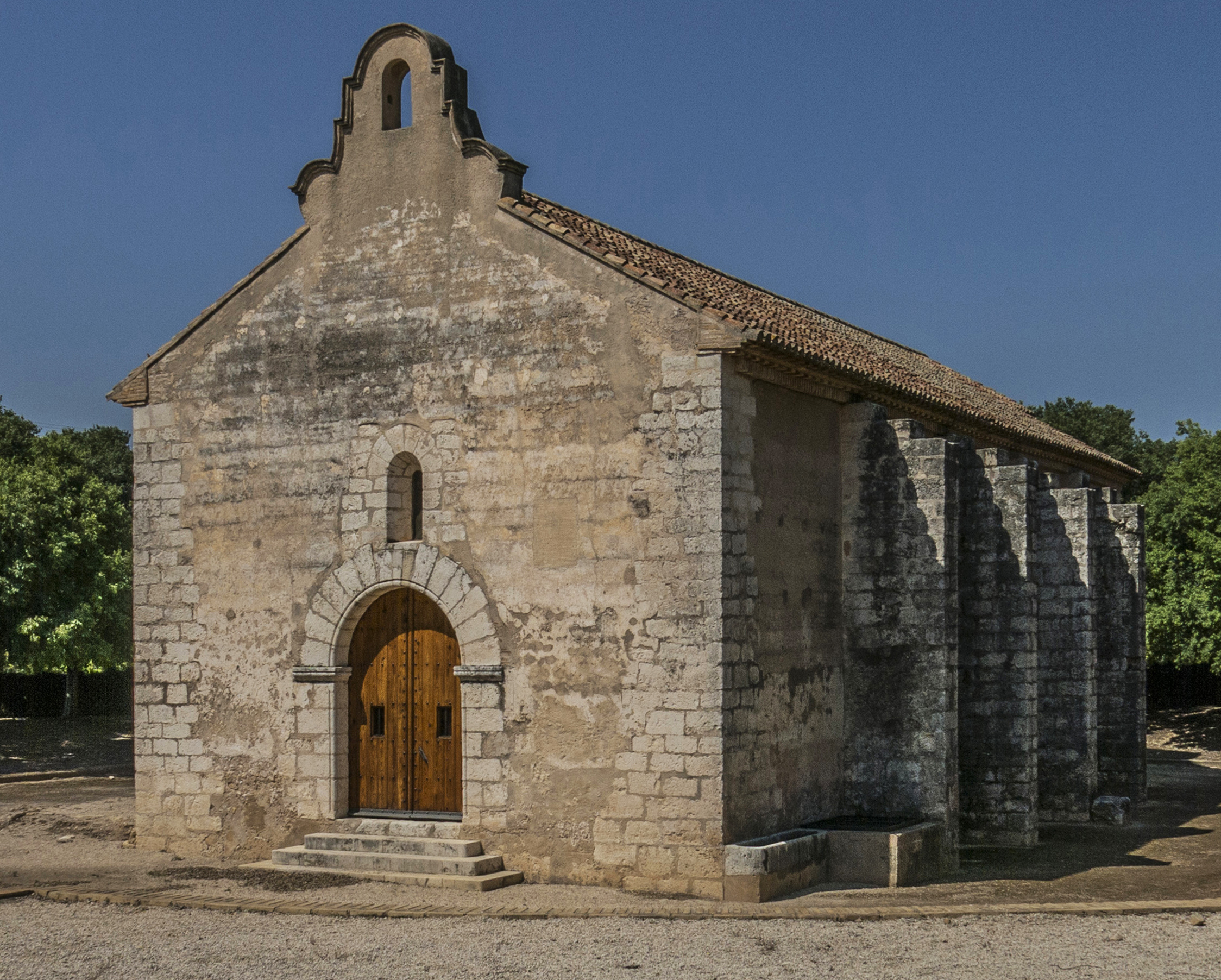
Ermita de Sant Roc de Ternils
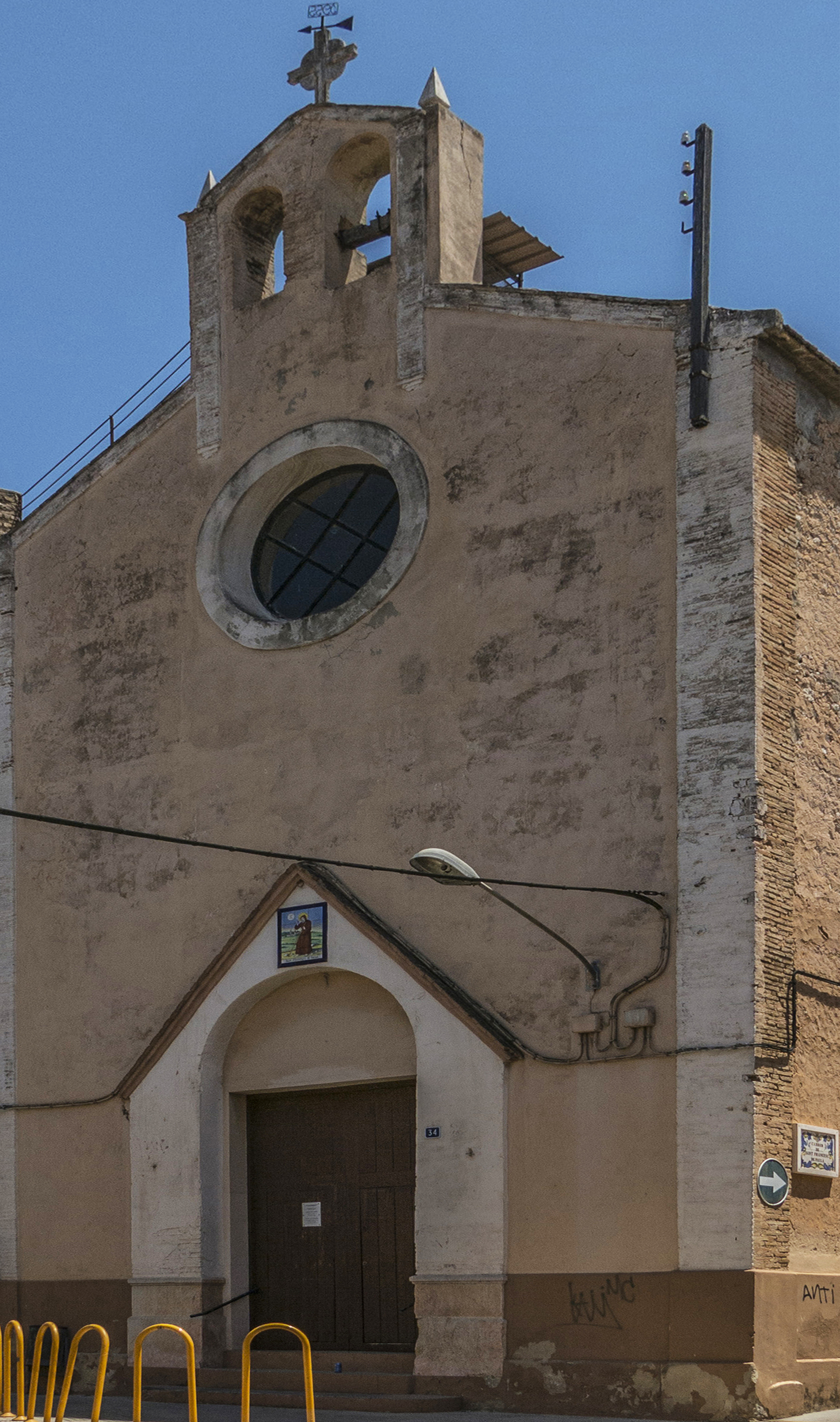
Església de Sant Francesc de Paula

### Monuments civils
- Magatzem de Ribera. El Magatzem de Ribera va ser inaugurat el 3 de desembre de 1903.[11] La planta de l'edifici adopta la forma de L. La construcció està inspirada en la tipologia basilical, amb una nau central de dimensions més grans i més alta, i unes naus laterals més estretes i no tan elevades com la central, i que permeten la il·luminació zenital. Hi ha també una sèrie de columnes de funció, que marquen la separació entre la nau central i les laterals.
- Casa consistorial. L'Ajuntament actual s'inaugurà l'any 1847. És d'estil neoclàssic, amb una bella i harmoniosa façana. L'obra, que fou dirigida per Salvador Escrich, es va construir en forma de casa pairal, i consta de planta baixa, planta noble i cambra, amb una gran escala. Té una planta irregular, de forma trapezoïdal, i gira al voltant del pati central. Hi destaca la sala de sessions, amb un sostre de bigues de fusta bellament ornamentades. Actualment, les dependències municipals es repartixen entre este edifici i el contigu Palau del Marqués de Montortal.
- Palau del marqués de Montortal, o de la Marqueseta. Fou construït cap al 1780, i reformat l'any 1850. L'edifici consta de planta baixa, planta noble i cambra. Encara que és notable la composició arquitectònica de tota la construcció, l'element que més hi destaca és la decoració interior, ja que té una mostra molt important de rajoles ceràmiques del segle xviii, i, d'una manera especial, una magnífica cuina decorada amb retaules ceràmics. A la planta noble, hi ha frescos decoratius en parets i sostres. Després d'haver sigut rehabilitat recentment, va ser inaugurat pel gener de 1993 com a dependències municipals.
- Torre de Carcaixent, o Cova de les Meravelles. Torre de planta quadrangular que es conserva en bon estat dins d'una propietat privada.
- Cases modernistes. Existixen nombroses residències de l'aristocràcia terratinent de la fi del segle xix i principi del xx construïdes en este estil.
- Mercat municipal. Inaugurat l'any 1934, es va construir sobre terrenys cedits a l'Ajuntament per José Vidal Canet. L’edifici és una peça rectangular de grans dimensions que té una planta de 33 X 75,80 metres. L’edifici està molt elevat sobre el nivell del sòl per a evitar possibles inundacions. Destaca la gran nau central, amb unes naus laterals adossades que són de menor altura. L’exterior es va fer amb rajola de caravista, amplis finestrals que permeten l’entrada de llum i una bona ventilació. La decoració exterior, amb plaquetes ceràmiques de color blau on destaquen dos plafons amb l’escut de la ciutat.[12]

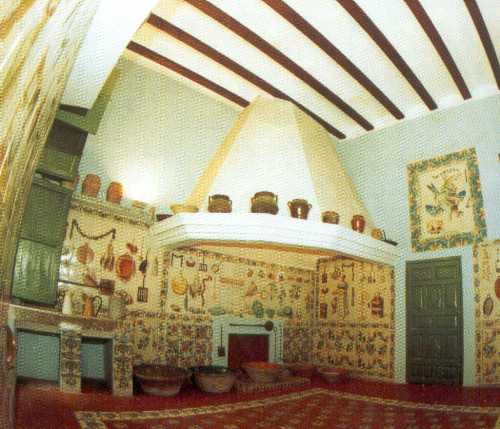
Cuina de taulellet del Palau de Montortal
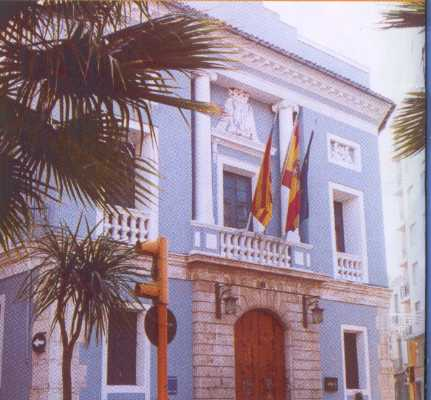
Façana de la Casa Consistorial
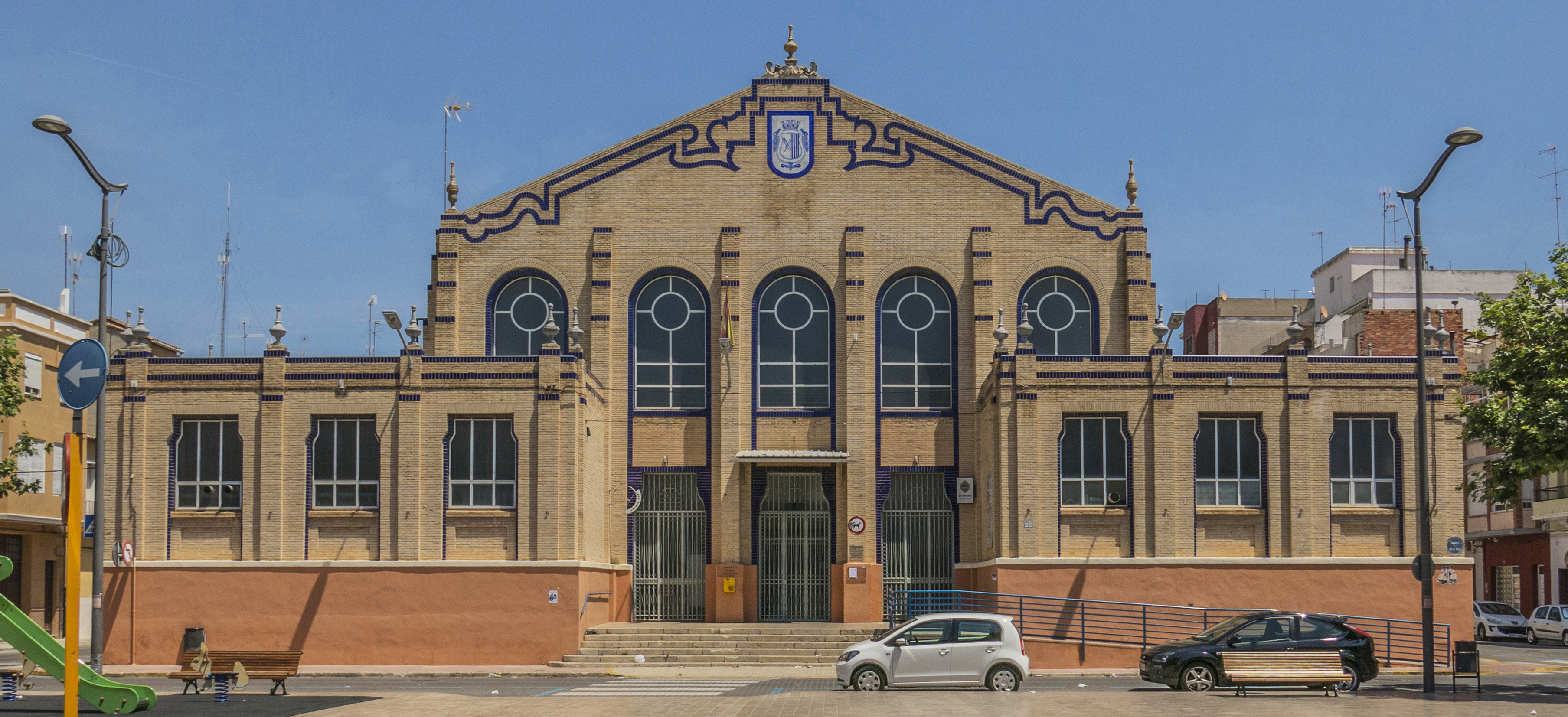
Mercat
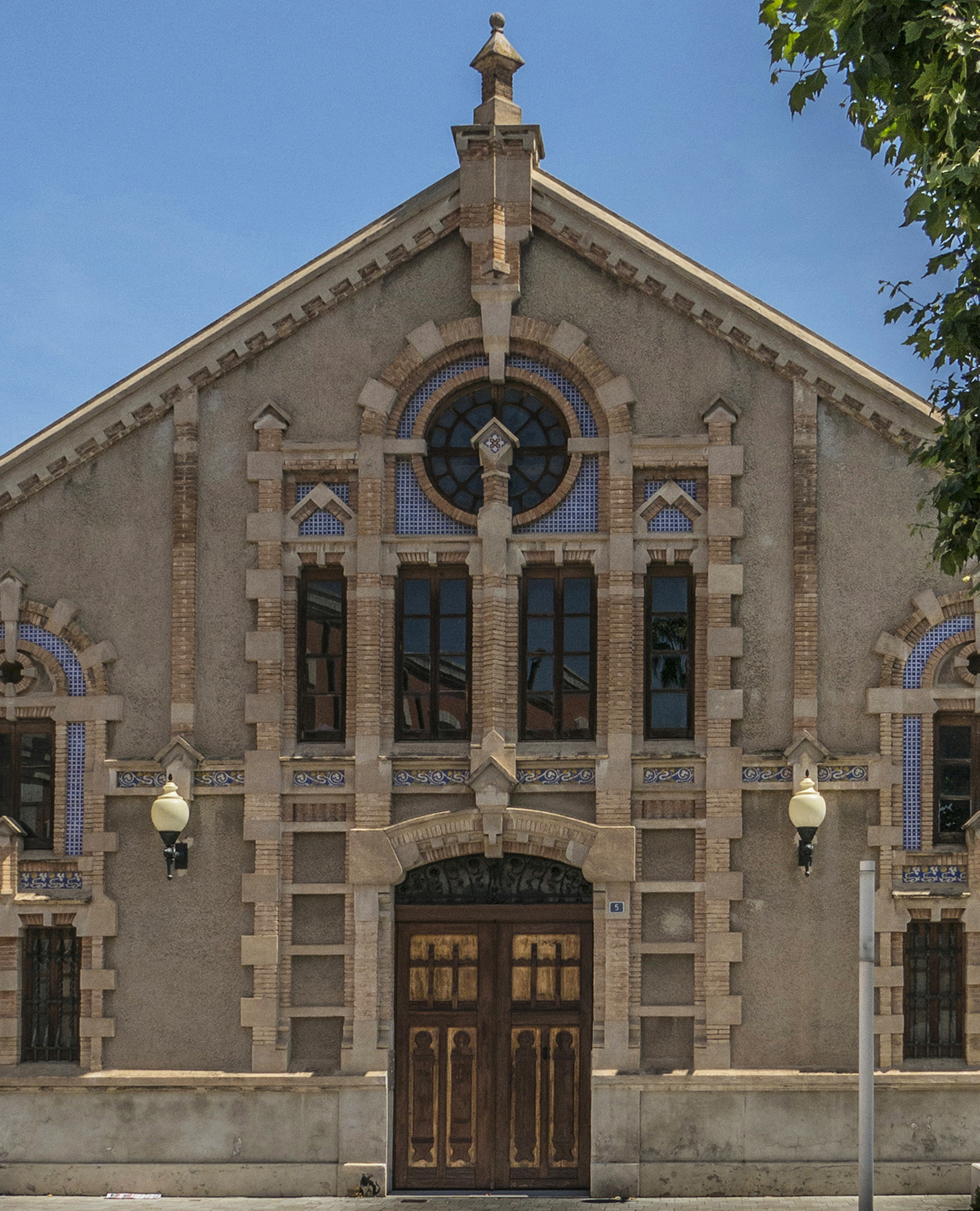
Magatzem de Ribera
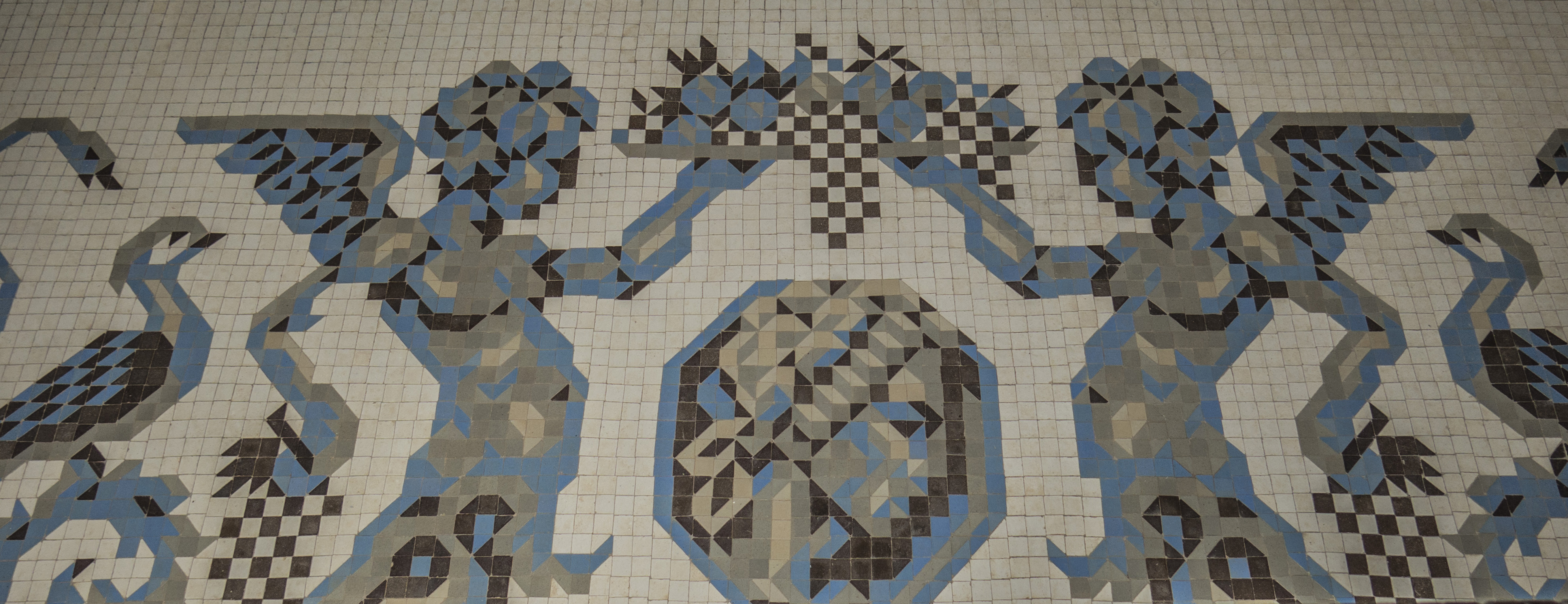
Casa Talens, detall.

## Festes i celebracions
- Ral·li humorístic. Declarat festa d'interés turístic provincial, se celebra el primer cap de setmana d'octubre.
- Festes Majors. El 16 d'octubre se celebra la Festa de la Mare de Déu d'Aigües Vives,[13] patrona de Carcaixent i el 14 d'octubre, la de Sant Bonifaci Màrtir,[13] patró de Carcaixent.
- Fira Modernista. En commemoració del centenari de l'obtenció del títol de ciutat (1916), l'Ajuntament promou la celebració d'esta fira durant els dies 10, 11 i 12 de juny, amb intenció de consolidar-la en els pròxims anys.[14][15]

## Agermanaments
L'Associació Municipal d'Agermanament de Carcaixent (AMAC) és l'encarregada de gestionar i dur endavant els diferents agermanaments i activitats en les diferents ciutats agermanades. L'AMAC fou creada en 1982 amb la signatura de la carta oficial d'agermanament entre Carcaixent i Bagnols-sur-Cêze. Va nàixer amb l'objectiu d'estretir lligams entre ambdues ciutats, compartir cultura, llengua i valors, entre d'altres. Actualment, l'AMAC forma part d'una xarxa de huit ciutats europees, entre les que es troben Bagnols-sur-cèze, Feltre, Eeklo, Braunfels, Kiskunfélegyháza, Newbury i Zamosc, moltes d'elles agermanades entre si.
La ciutat de Carcaixent està agermanada amb Bagnols-sur-cèze (França), Feltre (Itàlia), Eeklo (Bèlgica) i Braunfels (Alemanya).

## Carcaixentins il·lustres
- Andrés Robles (Carcaixent, 1684 - València, 1764) va ser un arquitecte que s'emmarcà dins de l'estil barroc i que va treballar en la província de València.
- Josep Rios Chinesta (Carcaixent, 1855 - 1935) fou un ebenista i mestre d'obres destacat del s.XX.[20]
- Jose Vidal Canet (Carcaixent, 1880 - 1968) Destacat comerciant i constructor. Va cedir els terrenys per a la construcció del mercat municipal.
- Joan Vert (Carcaixent, 1890 - Madrid, 1931) va ser un compositor que es va dedicar fonamentalment a la sarsuela.
- Julià Ribera (Carcaixent, 1858 - 1934) és considerat com un referent mundial en el camp de l'arabisme.
- Víctor Oroval i Tomàs (Carcaixent, 1910-1989), mestre i advocat, antic director de la biblioteca municipal i membre fundador d'Acció Cultural del País Valencià.
- José Vidal Beneyto (Carcaixent, 1929 - París, 16 de març de 2010) va ser filòsof, sociòleg i politòleg. Opositor actiu al règim franquista, és cofundador del diari El País i doctor honoris causa per la Universitat de València des de 2006. Entre altres càrrecs i honors, fou Secretari General de l'Agència Europea per a la Cultura i del Consell Mediterrani de la Cultura, tots dos dependents de la UNESCO.
- Enric Castelló Cogollos (Carcaixent, 1973) és doctor en Ciències de la Comunicació per la Universitat Autònoma de Barcelona i professor dels estudis de Comunicació de la Universitat Rovira i Virgili.
- Enrique Guerrero Salom (Carcaixent, 1948) és doctor en Ciències Polítiques per la Universitat Complutense de Madrid i becat per la Comissió Fullbright. Ha estat Subsecretari d'Educació i Formación Professional del 1991 fins al 1993, Subsecretari del Gabinet de la Presidència del Govern d'Espanya del 2004 fins al 2008 i diputat al Parlament Europeu per Espanya des del 2009 fins al 2019. L'any 2012 fou nomenat fill predilecte de Carcaixent.